# Lille-Raipas
Lille-Raipas (nordsamisch Unna Ráipásaš ‚Kleiner Raipas‘) ist ein Berg in der nordnorwegischen Provinz (Fylke) Finnmark, circa fünf Kilometer südöstlich von der Stadt Alta. Der Berg ist 286 moh. hoch und bildet einen der 34 Vermessungspunkte des Struve-Bogens (von insgesamt 265), die als Struve-Bogen 2005 in die Liste des UNESCO-Weltkulturerbes aufgenommen wurden.

## Geologie
Der Berg gehört zur Raipas-Gruppe, die zum Gebiet des anstehenden Gesteins zwischen Alta und Kvænangen gehört. Diese ist Teil des Gebietes des anstehenden Gesteins der Finnmarksvidda. Die Raipas-Gruppe besteht aus einer dicken Schicht Grünschiefer, über der sich eine Schicht Quarzit befindet. Dieselben Gesteinsarten finden sich auch im Gebiet des anstehenden Gesteins in der Ost-Finnmark. Sie sind 2 Milliarden Jahre alt.
Im Berg fand Allen Krill, Geologie-Professor an der Technisch-Naturwissenschaftlichen Universität Norwegens (NTNU) in Trondheim, 1999 die ältesten Fossilien Europas. Es sind dem Präkambrium zugeordnete 1,8 Milliarden Jahre alte von Cyanobakterien und Algen gebildete Stromatolithen.

## Nutzung
Im Berg wurden wahrscheinlich um 1685 Kupfervorkommen entdeckt. Von 1836 bis 1869 betrieb Alten Kupferbergbau das Bergwerk Raipas. Raipas und die Alte Grube in der Nähe des Dorfes Kåfjord waren die wichtigsten Kupferbergwerke am Kåfjord.